# Экипаж (фильм, 2016)
«Экипа́ж» — российский фильм-катастрофа режиссёра Николая Лебедева. Имеет некоторые схожие сюжетные ходы с советским фильмом «Экипаж» 1979 года. Второй российский фильм в формате IMAX. Последняя кинороль Александры Яковлевой и Александра Митты (в эпизодической роли).
Премьера состоялась 21 апреля 2016 года. В зарубежном прокате владельцем прав на фильм стала кинокомпания «Paramount Pictures». Главные роли сыграли Данила Козловский, Владимир Машков и Агне Грудите.
Слоган фильма: «Когда земля горит, спасение в небе».

## Сюжет
Алексей Гущин — молодой пилот. Он своенравен, но имеет высокие моральные принципы, и порой не подчиняется приказам начальства, за что его выгнали из пограничных войск, а также из военной и военно-транспортной авиации. Имея на руках плохую характеристику, Алексей приезжает к своему отцу Игорю Николаевичу Гущину, в прошлом работавшему авиаконструктором, чтобы пожить у него и найти новую работу. Отец делает звонок своему другу Петру Сергееву.
Во время сдачи экзамена на авиатренажёре Алексей сталкивается с опытным пилотом Леонидом Зинченко, обладающим сложным характером. При отработке аварийной посадки Зинченко намеренно задаёт практически невыполнимые параметры, и Гущин проваливает тест. После едкого замечания главы экзаменационной комиссии Михаила Павловича Смирнова Зинченко садится на авиатренажёр и тоже «разбивает самолёт» с заданными им самим параметрами. Признав задание невыполнимым, он оформляет экзаменационные документы и решает взять шефство над Гущиным. Так Алексей становится вторым пилотом-стажёром на авиалайнере Ту-204СМ. Однако в первом же полёте Гущин оскорбительно шутит в адрес бортпроводника Андрея и допускает слишком крутой набор высоты. Зинченко терпеливо указывает Алексею на его ошибки и просит впредь не повторять их. Но тем не менее, он видит в «заносчивом стажёре» талантливого пилота и не подаёт рапорт о его некорректном поведении начальству.
Гущин знакомится со своей коллегой — вторым пилотом Александрой Кузьминой, которой приходится бороться с предубеждениями общественности о женщине-пилоте. Между Алексеем и Александрой завязывается роман, который вскоре заканчивается ссорой. Леонид Зинченко женат, но его жена Ирина постоянно жалуется на отсутствие мужа дома из-за работы, а сын Валера забросил учёбу и не слушается родителей. Попытка привлечь жену коллеги Николая Синицына Елену, чтобы та подтянула сына по английскому языку, терпит фиаско, так как Леонид вскоре обнаруживает их в интимной обстановке и быстро понимает, что и его семья на грани распада. Бортпроводник Андрей пытается завязать отношения со своим бригадиром Викторией, но та не испытывает ответных чувств, проявляя симпатию к Гущину.
Очередной вылет регулярного рейса задерживается из-за VIP-пассажира Петрицкого. Он ведёт себя вызывающе, хамит стюардам. Алексей, игнорируя запрет Зинченко, вступает в перепалку, а затем и в драку с VIP-пассажиром и его помощником. Пассажиров снимают с борта самолёта, а Гущина собираются уволить, но Леонид заступается за него перед руководством. Директор авиакомпании решает отправить Зинченко в Азию, чтобы он там переждал шумиху вокруг скандала с Петрицким и заодно перегнал туда Ту-204, зафрахтованный находящейся там авиакомпанией. Вторыми пилотами Леонид берёт Александру и Алексея, а бортпроводниками Викторию и Андрея, а также берёт с собой Валеру. Но на пути к аэропорту назначения им поступает информация о землетрясении на вулканическом острове Канву (англ. Kanwoo) в районе Алеутских островов, в результате которого есть погибшие и раненые. Экипаж направляется к острову и совершает посадку в местном аэропорту.
Пилоты ждут прибытия двух автобусов с людьми, которых необходимо забрать, и внезапно происходит более мощный повторный толчок, при этом разрушается инфраструктура аэропорта, включая эстакаду основной взлётно-посадочной полосы (она разрушается посередине); попытка Airbus A310 авиакомпании Air Fair взлететь с разрушенной полосы заканчивается катастрофой. Все находившиеся на борту, погибли. В это время приезжает один из автобусов с группой пассажиров, тогда как второй в горах попал под камнепад, поэтому Алексей, Андрей и Валера на двух микроавтобусах отправляются спасать оставшихся во втором автобусе людей. Оставшиеся в аэропорту видят начало извержения вулкана. Просчитывая варианты взлёта, Зинченко обращает внимание на небольшой транспортный самолёт Ан-26, которому для взлёта достаточно короткой взлётной полосы. Он оставляет дозаправленный Ту-204 для Алексея и спасаемых им людей, а сам пересаживает пассажиров в Ан-26 и вместе с Кузьминой вылетает из Канву.
В горах, благодаря помощи Валеры, из заваленного камнями автобуса удаётся спасти всех людей и погрузить их на микроавтобусы. Однако машины попадают в лавовый поток, из-за чего выжившим приходится идти пешком, и в пустой аэропорт Канву они попадают с задержкой. Для взлёта Алексей решает использовать более короткую полосу, на которой бушует пламя. Благодаря падению водонапорной башни авиалайнер успевает вылететь из разрушающегося и заливаемого лавой аэропорта. Во время набора высоты сквозь облако вулканического пепла происходит пожар в левом двигателе и падение тяги в правом, а правую стойку шасси заклинило.
Единственным подходящим аэропортом для аварийной посадки является окружённый сопками аэропорт Елизово в Петропавловске-Камчатском, но к нему приближается мощный грозовой фронт. На связь с диспетчером выходит Зинченко, который докладывает о проблемах на борту своего самолёта — при вылете из Канву был повреждён топливный бак в левом крыле, из-за чего происходит быстрое падение уровня авиатоплива, поэтому самолёт не может дотянуть до берега, а посадка на воду в условиях шторма приведёт к катастрофе. Разговор слышит Гущин, который решается переправить людей с Ан-26 на Ту-204 прямо в воздухе. На помощь Алексею приходит его отец, знающий конструкцию Ту-204. Во время переправки происходит разрыв грузовой корзины, в результате которого погибает 11 человек, однако большинство пассажиров, а также пилоты Зинченко и Кузьмина, успевают перебраться на Ту-204 прежде, чем на Ан-26 кончается авиатопливо и тот падает в океан.
Погодные условия в Петропавловском аэропорту ухудшаются, но экипаж принимает решение выполнять посадку. Алексей боится сажать самолёт с одним двигателем и отказавшим шасси в условиях грозы, но Леонид напоминает ему, что тот уже успешно выполнял это на тренажёре. Ту-204 совершает жёсткую посадку, но все находящиеся на борту спасены.
Под давлением Петрицкого за грубое нарушение правил авиакомпании директор вынужден уволить Гущина и Зинченко, но тут же делает важный звонок. Гущин и Зинченко становятся пилотами-стажёрами в авиакомпании «Аэрофлот». Вместе с ними в «Аэрофлот» переходит и Александра, ставшая женой Гущина.

## В ролях
- Данила Козловский — Алексей Игоревич Гущин, второй пилот-стажёр
- Владимир Машков — Леонид Саввич Зинченко, командир экипажа Ту-204СМ
- Агне Грудите — Александра Кузьмина, второй пилот (озвучивает Ирина Лачина)
- Сергей Кемпо — Андрей, бортпроводник
- Катерина Шпица — Виктория, бригадир бортпроводников
- Сергей Шакуров — Игорь Николаевич Гущин, отец Алексея Гущина
- Сергей Газаров — Пётр Сергеевич Шестаков, директор авиакомпании «Пегас Авиа»
- Елена Яковлева — Ирина Зинченко, супруга Леонида Зинченко
- Алёна Бабенко — Маргарита, пассажирка
- Сергей Романович — Валерий Зинченко, сын Леонида Зинченко (озвучил Егор Морозов)
- Ксения Георгиади — Элени, пассажирка
- Ирина Лачина — пассажирка-юрист
- Вячеслав Разбегаев — Виктор Николаевич, офицер в аэропорту Канву
- Владимир Яглыч — Николай Синицын, пилот
- Василий Мищенко — Михаил Павлович Смирнов, работник аэропорта Внуково
- Дмитрий Золотухин — Петрицкий, VIP-пассажир
- Сергей Рублёв — помощник Петрицкого
- Ирина Пегова — Елена Михайловна Синицына, работница аэропорта Внуково
- Иван Агапов — пассажир-бухгалтер
- Ольга Литвинова — Наташа, сестра Маргариты, пассажирка
- Ирина Низина — врач в аэропорту Канву
- Александра Яковлева — Тамара Игоревна, чиновница
- Нина Усатова — сотрудница фонда
- Сергей Серов — генерал Сокол, командир воинской части
- Дмитрий Муляр — Александр Пивнев, командир экипажа Ан-12
- Олег Фомин — экзаменатор авиакомпании «Пегас Авиа»
- Нина Гребешкова — пассажирка бизнес-класса
- Александр Митта — сотрудник учебного лётного центра (нет в титрах)
- Николай Лебедев — инструктор учебного лётного центра (нет в титрах)

## Съёмки
- Николай Лебедев мечтал снять фильм-катастрофу, но договориться с продюсерами не получалось, пока Леонид Верещагин и Никита Михалков не предложили снять «Экипаж». Режиссёр приступил к работе, получив поддержку Александра Митты, режиссёра одноимённого фильма 1979 года[9][10].
- Фильм снимался при поддержке Фонда кино, финансирование осуществлялось на безвозвратной основе[11].
- Съёмки фильма начались 18 сентября 2014 года и закончились 10 февраля 2015 года. Съёмочная группа работала в Москве, Московской области и в Крыму[12]. На полуострове снимали сейсмоопасный остров-вулкан Канву, который по сюжету находится в районе северных Алеутских островов[13].
- Фильм был снят с использованием цифровой 3D-камеры IMAX и стал вторым российским фильмом, снятым с использованием этого оборудования[12][14].
- Продюсер Леонид Верещагин отмечает, что фильм не является ремейком одноимённого фильма 1979 года:

Мы купили у «Мосфильма» название, оно лучше всего подходит. Но это не ремейк. У нас другая история, другие персонажи.
— Леонид Верещагин
- Данила Козловский, Владимир Машков и Агне Грудите начали работать задолго до начала съёмок, пройдя подготовку в лётной школе за штурвалом авиасимулятора[13].
- Александра Яковлева, исполнительница одной из главных ролей в фильме 1979 года, стюардессы Тамары, сыграла эпизодическую роль в фильме 2016 года. Её героиню, авиационную чиновницу, также зовут Тамара.

## Самолёты, использовавшиеся в фильме
- Ту-204СМ борт RA-64151, который был использован во время съёмок фильма
- Ту-154М борт RA-85796, показанный в фильме (в период эксплуатации в UTair)
- Boeing 777-222ER борт EI-UNX, показанный в фильме (в период эксплуатации в Transaero)
- Boeing 757-23N борт VQ-BCF, показанный в фильме (в период эксплуатации в «Якутии»)
- Boeing 737-8LP борт VP-BUL, показанный в фильме (в период эксплуатации в UTair)
- Ан-12БК борт RA-11529, показанный в фильме (в период эксплуатации в Авиаль НВ)

Ту-204
Ту-204СМ в 2014—2015 годах использовался в съёмках фильма «Экипаж», в котором принадлежал вымышленной авиакомпании «Пегас Авиа». После окончания съёмок находится на хранении в ОКБ Туполева.
Ту-154
Ту-154М в октябре 2014 года использовался в съёмках фильма (в ЛИИ имени М. М. Громова в Жуковском), во время которых был уничтожен.
Boeing 777
Boeing 777-222ER использовался в съёмках в 2015 году.
Boeing 757
Boeing 757-23N использовался в съёмках в декабре 2014 года.
Boeing 737
Boeing 737-8LP использовался в съёмках в декабре 2014 года.
Ан-26
Ан-26 в 2015 году использовался в съёмках; по сюжету принадлежал вымышленной авиакомпании SoAir, на него был нанесён бортовой номер SO-086420. После окончания съёмок находился на хранении в ЛИИ имени М. М. Громова в «киношной» ливрее. В 2021 году перевезён в станицу Выселки в Краснодарском крае, где был перекрашен и установлен в качестве экспоната местного музея военной техники.
Ан-12
Ан-12БК борт RA-11529 использовался в съёмках в 2014 году. Ещё один Ан-12 (списанный борт RA-13331), по сюжету принадлежавший вымышленной авиакомпании YouAir, был сожжён во время съёмок.